# Torneio de Montreux de 1933
O Torneio de Montreux de 1933  foi a 12ª edição do Torneio de Montreux..

## Resultados
|    | Equipe        | Pts | J | V | E | D  | GM | GS | DG |
| -- | ------------- | --- | - | - | - | -- | -- | -- | -- |
| 1º | Estugarda RC  | 9   | 6 | 4 | 1 | 1  | 24 | 13 | 11 |
| 2º | HC Montreux   | 7   | 6 | 3 | 1 | 2  | 21 | 22 | -1 |
| 3º | Stade Bordéus | 4   | 6 | 0 | 4 | 25 | 30 | -5 |    |
| 4º | Milan SHC     | 4   | 6 | 2 | 0 | 4  | 18 | 23 | -5 |

|               | EST | MON | BOR | MIL |
| ------------- | --- | --- | --- | --- |
| Estugarda RC  |     | 4-2 | 6-0 | 2-1 |
| HC Montreux   | 2-2 |     | 6-5 | 4-2 |
| Stade Bordéus | 4-8 | 3-5 |     | 9-2 |
| Milan SHC     | 4-2 | 6-2 | 3-4 |     |